# Lachapelle-Saint-Pierre
Lachapelle-Saint-Pierre és un municipi francès, situat al departament de l'Oise i a la regió dels Alts de França. L'any 2007 tenia 856 habitants.

## Demografia

### Població
El 2007 la població de fet de Lachapelle-Saint-Pierre era de 856 persones. Hi havia 298 famílies de les quals 44 eren unipersonals (12 homes vivint sols i 32 dones vivint soles), 91 parelles sense fills, 147 parelles amb fills i 16 famílies monoparentals amb fills.
La població ha evolucionat segons el següent gràfic:
Habitants censats

### Habitatges
El 2007 hi havia 330 habitatges, 298 eren l'habitatge principal de la família, 18 eren segones residències i 14 estaven desocupats. Tots els 330 habitatges eren cases. Dels 298 habitatges principals, 290 estaven ocupats pels seus propietaris, 6 estaven llogats i ocupats pels llogaters i 2 estaven cedits a títol gratuït; 1 tenia dues cambres, 32 en tenien tres, 70 en tenien quatre i 194 en tenien cinc o més. 250 habitatges disposaven pel capbaix d'una plaça de pàrquing. A 101 habitatges hi havia un automòbil i a 182 n'hi havia dos o més.

### Piràmide de població
La piràmide de població per edats i sexe el 2009 era:
| Homes | Edats   | Dones |
| ----- | ------- | ----- |
| 0     | 95 o +  | 0     |
| 0     | 90 a 94 | 0     |
| 0     | 85 a 89 | 4     |
| 0     | 80 a 84 | 4     |
| 8     | 75 a 79 | 4     |
| 0     | 70 a 74 | 8     |
| 16    | 65 a 69 | 8     |
| 4     | 60 a 64 | 8     |
| 24    | 55 a 59 | 12    |
| 40    | 50 a 54 | 52    |
| 44    | 45 a 49 | 28    |
| 56    | 40 a 44 | 52    |
| 20    | 35 a 39 | 24    |
| 32    | 30 a 34 | 28    |
| 44    | 25 a 29 | 32    |
| 20    | 20 a 24 | 24    |
| 44    | 15 a 19 | 16    |
| 60    | 10 a 14 | 28    |
| 32    | 5 a 9   | 32    |
| 28    | 0 a 4   | 12    |

## Economia
El 2007 la població en edat de treballar era de 612 persones, 468 eren actives i 144 eren inactives. De les 468 persones actives 421 estaven ocupades (236 homes i 185 dones) i 48 estaven aturades (24 homes i 24 dones). De les 144 persones inactives 46 estaven jubilades, 50 estaven estudiant i 48 estaven classificades com a «altres inactius».

### Ingressos
El 2009 a Lachapelle-Saint-Pierre hi havia 313 unitats fiscals que integraven 923 persones, la mediana anual d'ingressos fiscals per persona era de 21.878 €.

### Activitats econòmiques
Dels 25 establiments que hi havia el 2007, 1 era d'una empresa extractiva, 1 d'una empresa de fabricació d'altres productes industrials, 5 d'empreses de construcció, 4 d'empreses de comerç i reparació d'automòbils, 3 d'empreses de transport, 1 d'una empresa d'informació i comunicació, 1 d'una empresa immobiliària, 6 d'empreses de serveis, 1 d'una entitat de l'administració pública i 2 d'empreses classificades com a «altres activitats de serveis».
Dels 6 establiments de servei als particulars que hi havia el 2009, 1 era un taller de reparació d'automòbils i de material agrícola, 1 paleta, 1 fusteria, 2 lampisteries i 1 agència immobiliària.
L'any 2000 a Lachapelle-Saint-Pierre hi havia 8 explotacions agrícoles.

## Equipaments sanitaris i escolars
El 2009 hi havia una escola elemental.

## Poblacions més properes
El següent diagrama mostra les poblacions més properes.